# Trinere's in the House!
Trinere's in the House! é o quarto álbum de estudio da cantora de freestyle Trinere, lançado em 1992 pela gravadora Pandisc Records. 

## Faixas
| N.º | Título                          | Duração |  |
| 1.  | "Alone at Last"                 | 3:48    |  |
| 2.  | "In and Out"                    | 4:09    |  |
| 3.  | "Night Life"                    | 4:00    |  |
| 4.  | "I'm in Love Again"             | 4:23    |  |
| 5.  | "Rockin' to the Rhythm"         | 4:30    |  |
| 6.  | "I Have Finally Found Somebody" | 3:56    |  |
| 7.  | "I Want You to Want Me"         | 4:00    |  |
| 8.  | "Boy, You're the One"           | 2:40    |  |
| 9.  | "Mega Mix"                      | 5:11    |  |